# Organizzazione dei Pionieri (Romania)
L'Organizzazione dei Pionieri (in romeno Organizația Pionierilor) era, durante il periodo comunista in Romania, una struttura per i ragazzi dagli 8 ai 14 anni. Prima di entrare nei Pionieri i bambini erano membri dei Falchi della Patria e dopo i 14 anni entravano nella Unione dei Giovani Comunisti.

## Storia

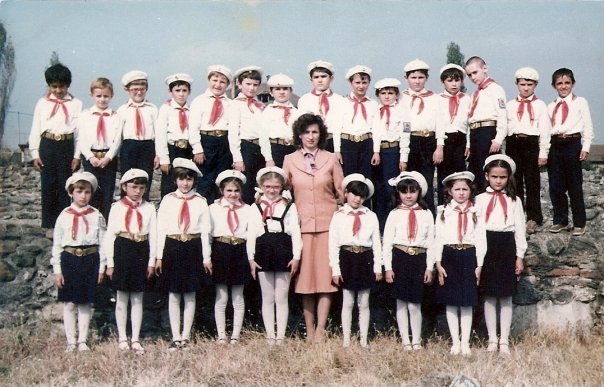
Pionieri in uniforme

L'associazione Pionierii României (Pionieri della Romania) nacque nel 1945 insieme alla rivista nainte. Due anni più tardi venne inquadrata nella UAER,
Uniunea Asociațiilor de Elevi din România (Unione delle associazioni degli studenti rumeni).
Il 30 aprile 1949 si tenne di fronte ai membri del partito la prima cerimonia di investitura a Bucarest.
Tra il 1949 e il 1966 l'organizzazione era subordinata all'Unione dei Giovani Comunisti. Successivamente il Partito Comunista Romeno ne stabilì l'indipendenza e nel novembre dello stesso anno si tenne la prima conferenza nazionale dei giovani pionieri
Nel 1984, a 35 anni dalla nascita, i membri erano 2.695.000.

## Motto
L'ingresso nei pionieri avveniva in un giorno festivo e il candidato doveva recitare la seguente formula:
„Eu, ...(nome e cognome), intrând în rândurile Organizației Pionierilor, mă angajez să-mi iubesc patria, să învăț bine, să fiu harnic și disciplinat, să cinstesc cravata roșie cu tricolor.” che tradotto significa: Io... (nome e cognome), entrando nei ranghi dell'Organizzazione dei Pionieri, mi impegno ad amare la patria, a studiare bene, ad essere disciplinato e ad indossare la cravatta rossa col tricolore.

## Inno
L'inno, non ufficiale, era il motivo "Am cravata mea, sînt pionier" .

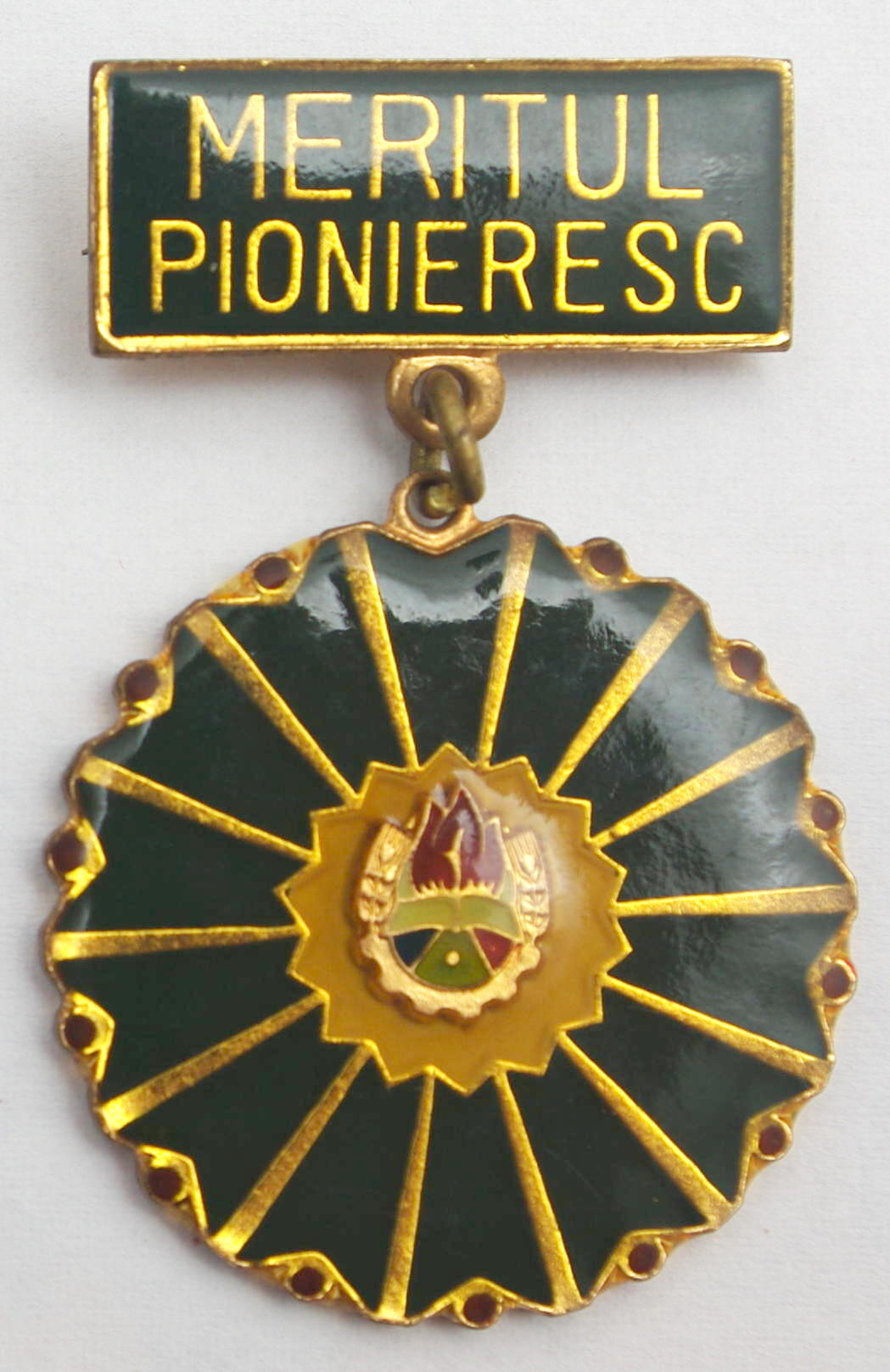
Medaglia 'Meritul pionieresc'

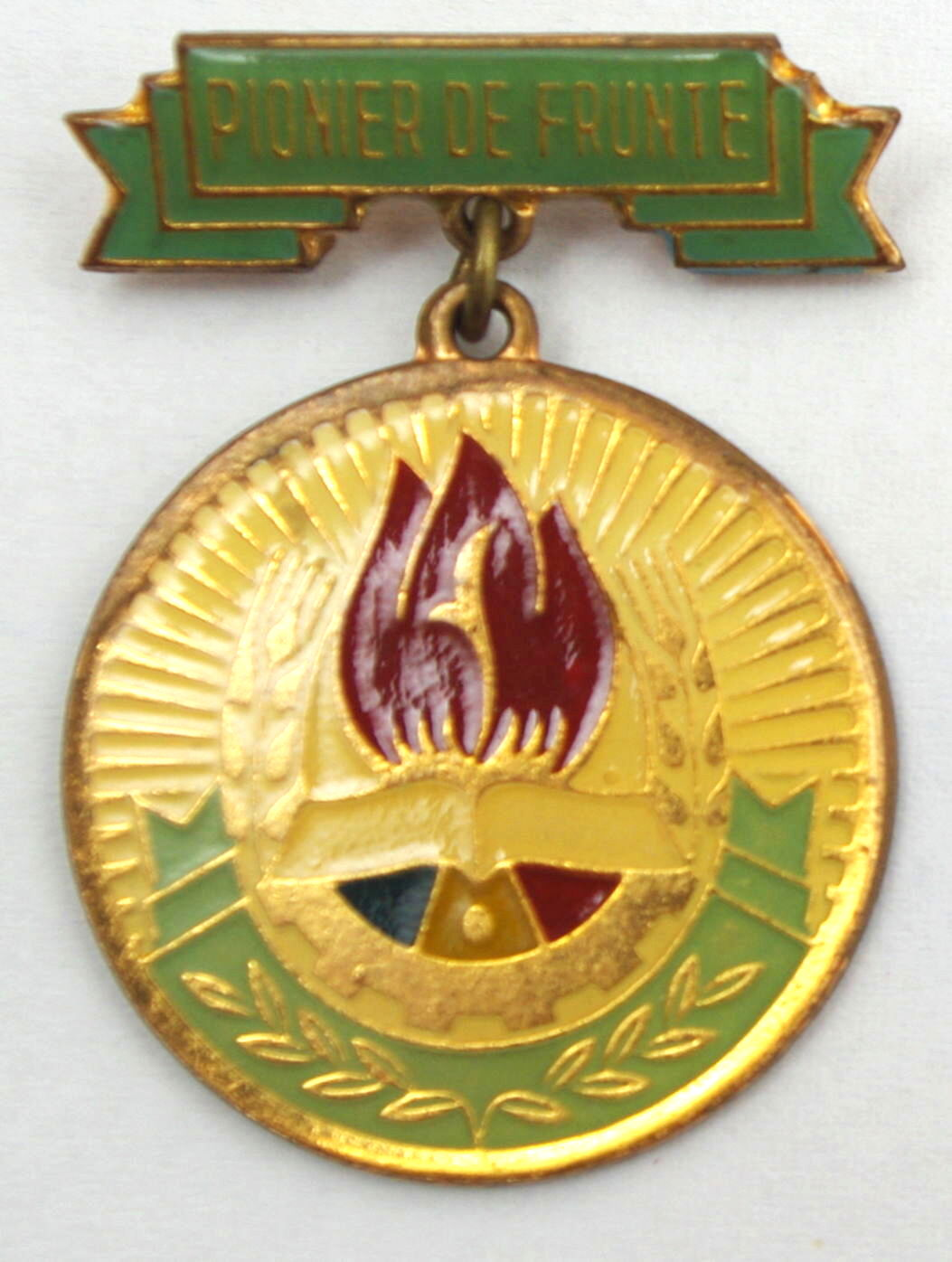
Medaglia 'Pionier de frunte'

L'Organizzazione dava diversi tipi di medaglia, individuali o di gruppo a seguito delle attività svolte

## Presidenti
- Traian Pop (1966-1968)
- Virgiliu Radullian (1968-1975)
- Constantin Boștină (1975-1980)
- Mihai Hârjău (1980-1983)
- Poliana Cristescu (1985-1989)